# Gernot Rieger
Gernot Rieger (1972–11. Juli 2009) war ein österreichischer Schauspieler und Liedermacher.

## Leben
Rieger prägte als Mitglied von Theater ASOU die Grazer Theatergruppe sowie die Freie Theaterszene. Höhepunkte in Riegers Schaffen waren sein Liederabend „HerzHaft“ – Eine Lebensreise in Liedern sowie sein Solo Das dreiunddreißigste Jahr, ein „Stück Leben“ von Robert Riedl. Es basiert auf biografischen Interviews, die Riedl mit Rieger führte, und wurde im Rahmenprogramm des Ingeborg-Bachmann-Preises 2006 in Klagenfurt uraufgeführt. Zu sehen war Gernot Rieger u. a. im Film „Das Klassentreffen“ von Peter Brandstätter und in TV-Werbespots. In vielen Kinderstücken wirkte der Schauspieler als Komödiant, Erzähler und Musiker mit. Als Liedermacher wurde er seinem Publikum durch poetische, melancholische und auch selbstironische Texte und Kompositionen, zum Großteil Liebeslieder, bekannt.
Gernot Rieger verunglückte am 11. Juli 2009 am Weg zu seinem Liederabend bei einem Autounfall tödlich.

## Rollen (Auswahl)
- Das dreiunddreißigste Jahr. Ein Stück Leben von Robert Riedl, uraufgeführt im Rahmenprogramm des Ingeborg-Bachmann-Preises 2006[6][4]; Premiere im Grazer Literaturhaus, 2007[7][8]; Premiere (Al 33-lea an de Robert Riedl) im Teatrul de Nord, Satu Mare (Rumänien), 2007[9]; Premiere ("The thirty-third Year. A play of life" – englische Übersetzung: Wolfgang Wendlinger) am Experimental Theater in New York, 2008